# Numa (Iowa)
Numa és una població dels Estats Units a l'estat d'Iowa. Segons el cens del 2000 tenia 109 habitants.

## Demografia
Segons el cens del 2000, Numa tenia 109 habitants, 48 habitatges, i 31 famílies. La densitat de població era de 95,6 habitants/km².
Dels 48 habitatges en un 25% hi vivien nens de menys de 18 anys, en un 58,3% hi vivien parelles casades, en un 4,2% dones solteres, i en un 35,4% no eren unitats familiars. En el 29,2% dels habitatges hi vivien persones soles el 14,6% de les quals corresponia a persones de 65 anys o més que vivien soles. El nombre mitjà de persones vivint en cada habitatge era de 2,27 i el nombre mitjà de persones que vivien en cada família era de 2,81.
Per edats la població es repartia de la següent manera: un 20,2% tenia menys de 18 anys, un 6,4% entre 18 i 24, un 33,9% entre 25 i 44, un 24,8% de 45 a 60 i un 14,7% 65 anys o més.
L'edat mitjana era de 38 anys. Per cada 100 dones de 18 o més anys hi havia 117,5 homes.
La renda mitjana per habitatge era de 26.625 $ i la renda mitjana per família de 27.344 $. Els homes tenien una renda mitjana de 21.000 $ mentre que les dones 16.250 $. La renda per capita de la població era de 15.694 $. Entorn del 8,1% de les famílies i el 10,7% de la població estaven per davall del llindar de pobresa.

## Poblacions més properes
El següent diagrama mostra les poblacions més properes.